# Urrialdo
Urrialdo es un despoblado que actualmente forma parte del concejo de Mártioda, que está situado en el municipio de Vitoria, en la provincia de Álava, País Vasco (España).

## Historia
Documentado desde 1025 (Reja de San Millán), existe una leyenda en la zona que dice que Urrialdo se arruinó por culpa de un basilisco que habitaba en la única fuente del lugar, matando a sus habitantes con la mirada.
Se despobló, en verdad, en el siglo XIV por culpa de las continuas luchas banderizas, que obligaron a los lugareños a irse a otros lugares.